# Auster-Pass
Der Auster-Pass ist ein hoch gelegener Gebirgspass im ostantarktischen Viktorialand. In der Royal Society Range führt er zwischen Mount Huggins und Mount Kempe vom McMurdo-Sund in das Gebiet des Skelton-Gletschers.
Die nördliche neuseeländische Vermessungsmannschaft bei der Commonwealth Trans-Antarctic Expedition (1955–1958) benannte den Pass nach den Flugzeugen des britischen Herstellers Auster Aircraft, die bei Antarktisflügen der Royal New Zealand Air Force zum Einsatz kamen.